# Markku Parviainen
Markku Parviainen är en finsk före detta taekwondo-tävlande. Han har vunnit ett EM-brons 1988 och han har även tränat det finska landslaget. Parviainen har 5.dan svart bälte i Taekwondo och 3.dan svart bälte i hapkido. 